# Stonewall Group
Lo Stonewall Group (ufficialmente Stonewall Equality Limited) è un'associazione per i diritti di lesbiche, gay, bisessuali e transgender (LGBT) del Regno Unito. È la più grande organizzazione per i diritti LGBT in Europa. 
Chiamata così in onore della rivolta di Stonewall del 1969 a New York, Stonewall è stata fondata nel 1989 da attivisti politici e da altre persone che si battevano contro la Sezione 28 del Local Government Act del 1988, tra cui Ian McKellen, Lisa Power e Michael Cashman.
Stonewall si è diversificata nello sviluppo delle politiche dopo che i laburisti sono saliti al potere nel 1997, un periodo che ha visto campagne di successo per: l'abrogazione della Sezione 28, la fine del divieto per le persone LGBT nelle forze armate, l'equiparazione dell'età del consenso, l'estensione dei diritti di adozione e di fecondazione in vitro alle coppie dello stesso sesso e l'introduzione delle unioni civili.